# Вороново (Венгеровский район)
Вороново — деревня в Венгеровском районе Новосибирской области России. Входит в состав Новокуликовского сельсовета.

## География
Площадь деревни — 11 гектаров.

## Население
| 2002 | 2007 | 2010 |
| ---- | ---- | ---- |
| 102  | ↘91  | ↘57  |

## Инфраструктура
В деревне по данным на 2007 год функционирует 1 образовательное учреждение.